# Нова Весь (Леґьоновський повіт)
Нова Весь (пол. Nowa Wieś) — село в Польщі, у гміні Сероцьк Леґьоновського повіту Мазовецького воєводства.
Населення — 136 осіб (2011).
У 1975-1998 роках село належало до Варшавського воєводства.

## Демографія
Демографічна структура станом на 31 березня 2011 року:
|          | Загалом | Допрацездатний вік | Працездатний вік | Постпрацездатний вік |
| -------- | ------- | ------------------ | ---------------- | -------------------- |
| Чоловіки | 73      | 10                 | 54               | 9                    |
| Жінки    | 63      | 10                 | 38               | 15                   |
| Разом    | 136     | 20                 | 92               | 24                   |